# Iphigenia (Schiff, 1809)
Die Iphigenia, auch HMS Iphigenia, war eine nominell 36-Kanonen-Fregatte fünften Ranges der Perseverance-Klasse der britischen Marine. Sie wurde im Chatham Dockyard unter Master Shipwright Robert Seppings gebaut.
Im Mauritiusfeldzug der Koalitionskriege eroberten die Franzosen die Fregatte in der Seeschlacht von Grand Port und in französischen Diensten nahm sie als Iphigénie an der Eroberung weiterer britischer Schiffe teil. Die Briten eroberten sie zurück und sie diente in der West African Station der Bekämpfung des Sklavenhandels im Preventative Service. Nach vielen Jahren als Schulschiff wurde sie 1851 abgewrackt.

## In britischen Diensten
Kapitän Henry Lambert nahm die Iphigenia in Dienst und segelte in den Indischen Ozean, um sich der britischen Flotte der Île de France, heute Mauritius, anzuschließen. Die Flotte bestand aus den Schiffen Iphigenia, Leopard, Magicienne und Néréide. Die Flotte blockierte die Île de France seit Mai und startete am 7. Juli einen Übernahmeversuch. Die Iphigenia war am nächsten Tag an der Eroberung von Réunion beteiligt.

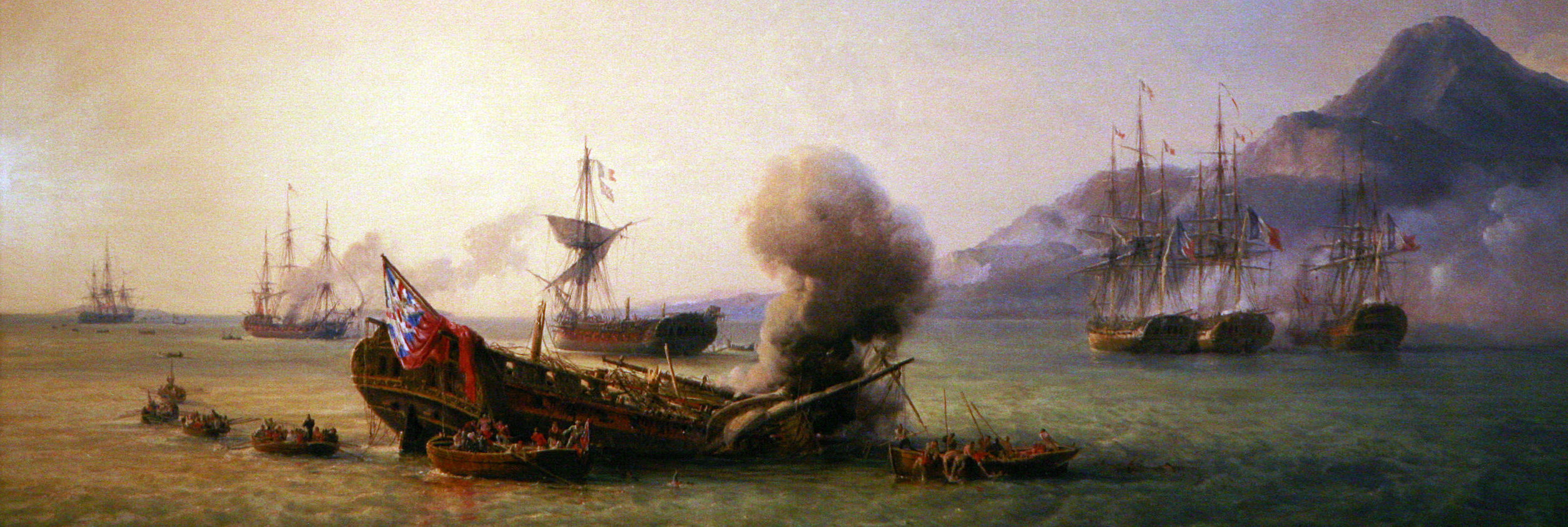
Die Seeschlacht von Grand Port: Die Iphigenia ist das zweite Schiff von links, Gemälde von Pierre Julien Gilbert

Am 10. August setzte die Flotte unter Samuel Pym Landetruppen ab, um Île de la Passe zu erobern und die Kontrolle über Port-Impérial zu erlangen. Dies löste die Seeschlacht von Grand Port aus. Am 23. August war die britische Flotte mit einer französischen Flotte unter Victor Guy Duperré konfrontiert – sie bestand aus den Schiffen Minerve, Bellone und Victor. Die Franzosen hatten die Markierungsbojen der Passage durch das Riff versetzt, wodurch die Magicienne und Sirius auf Grund liefen und die Briten sich gezwungen sahen, sie in Brand zu stecken und zu versenken. Die Néréide wurde eingenommen. Die Iphigenia, die als Reserve zurückgeblieben war, versuchte zu fliehen, aber die französische Verstärkung unter Hamelin (Vénus, Manche und Créole) fing sie ab und zwang sie die Flaggen zu wechseln.

## In französischen Diensten
Die Iphigenia wurde als Iphigénie unter Pierre Bouvet in französische Dienste übernommen. Nachdem Duperré verwundet wurde, übernahm Bouvet das Kommando über die französische Flotte bei Grand Port und wurde zum capitaine de frégate befördert. Die Iphigénie bildete mit der Astrée und der Entreprenant eine Flotte.

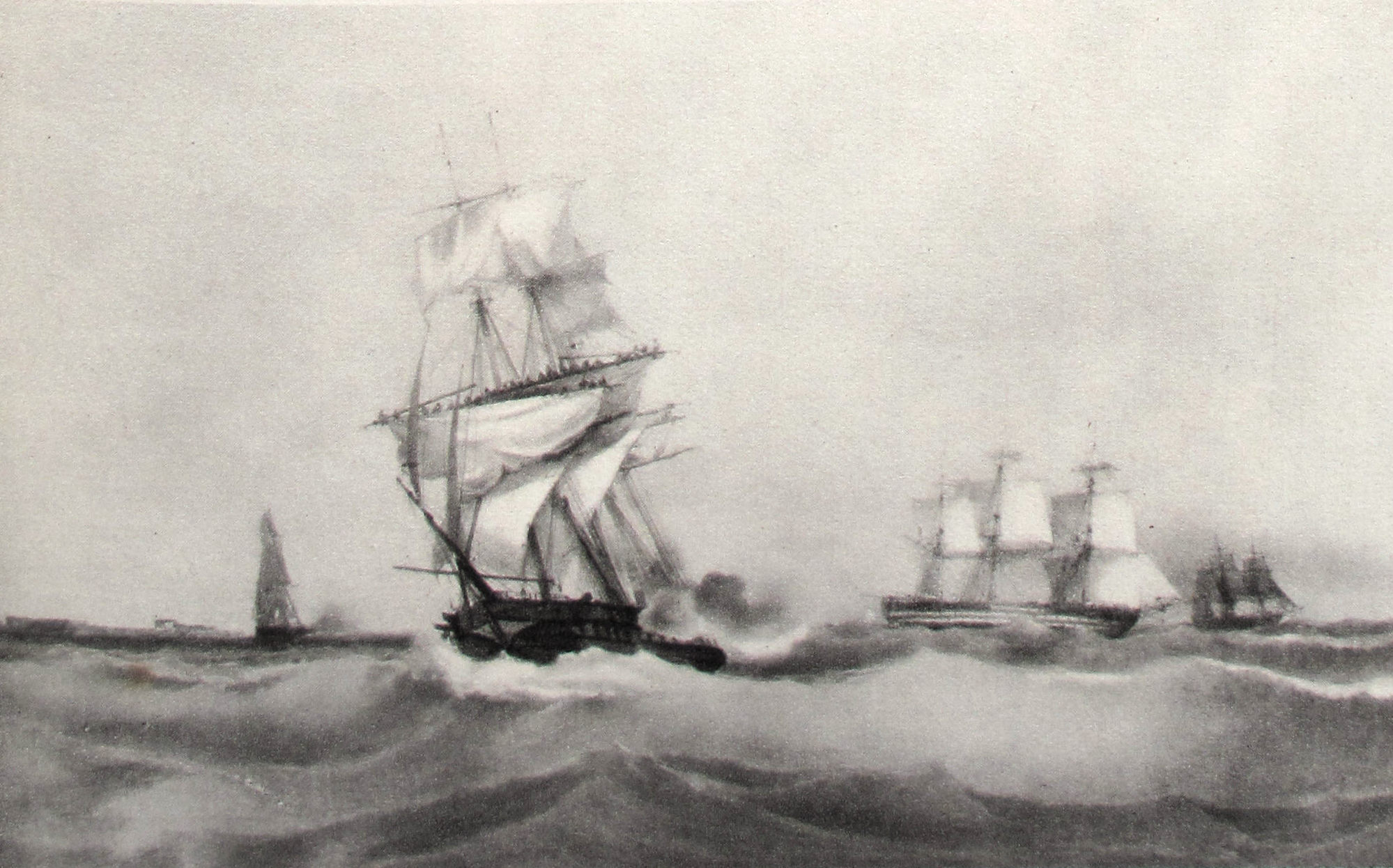
Die Africaine in französischen Diensten

Am 12. September 1810 fing Bouvets Flotte die HMS Africaine unter Kommodore Corbett aus Saint-Denis ab, während die Fregatte HMS Boadicea, die Korvette HMS Otter und die Brigg HMS Staunch aus der Bucht von Saint-Paul segelten. Bouvet verleitete die Briten bis Mitternacht zur Verfolgung. Zu diesem Zeitpunkt wurde die Astrée vorausgeschickt, als ob die Iphigénie versuchen würde, die Africaine auszubremsen, um dem Rest der Flotte die Flucht zu gestatten. Um drei Uhr nahm die Astrée wieder ihren Platz am Ende der Flotte ein. Das raue Wetter besserte sich etwas und im Mondlicht sah sich die Astrée plötzlich in Schussweite der Kanonen der Africaine. Ein Kanonenduell folgte unmittelbar, in dem die Astrée ihre Takelage beschädigte. Sie schloss zur Iphigénie auf, die Africaine dicht hinter sich. Schon bald befand sie sich aus nächster Nähe unter Beschuss der Iphigénie, ihre Kanonen noch immer auf die Astrée ausgerichtet. Nach dem Austausch von Breitseiten und dem Einsatz von Handfeuerwaffen, der eine halbe Stunde andauerte und bei dem die Franzosen die Oberhand hatten, versuchten die Briten zu entern. Die Iphigénie entzog sich leicht der Africaine und gab der Astrée die Gelegenheit den Bug der Africaine zu bestreichen. Gegen 4:30 ergab sich die Africaine.
Alle Offiziere der Africaine wurden während der Aktion getötet oder verwundet, abgesehen von Oberst Barry und nur 69 Männer blieben unverletzt. Bouvet erhielt Corbetts Dolch, den er auch später bei sich behielt. Die Franzosen gaben die Africaine auf und die HMS Boadicea eroberte sie am nächsten Tag zurück.
Am 3. Dezember 1810 fiel die Île de France an die Briten. Die Briten übernahmen die Schiffe, die auf der Insel vor Anker lagen, darunter die Iphigénie, Bellone und Astrée. Sie nahmen die Iphigénie wieder in Einsatz und sie nahm als Iphigenia wieder ihre Dienste auf. Kapitän Thomas Caulfield segelte dann nach Hause nach England, wo sie im April 1811 abgemustert wurde.

## Rückkehr in britische Dienste
Nach der Überholung in Portsmouth von November bis Februar 1812, wurde die Iphigenia im Januar unter Kapitän Lucius Curtis wieder in Dienst gestellt. Am 25. März 1812 segelte sie mit einem Konvoi in die East Indies.
Anschließend segelte die Iphigenia unter Kapitän Fleetwood Pellew am 6. Dezember in den Mittelmeerraum. Noch im Mittelmeer kam sie im Februar 1813 unter das Kommando von Käptain Andrew King. Am 17. April 1814 unterstützte eine Flotte, bestehend aus den Schiffen Furieuse, Aboukir, Iphigenia, Swallow und Cephalus, den erfolgreichen Angriff auf Genua. Danach eskortierte sie eine Flotte mit Fracht von Gibraltar nach Bermuda.

## Nachkriegszeit
Sie unterzog sich in Chatham Reparaturen von Juni bis September 1815 und segelte im Oktober wieder in die East Indies. King brachte sie unter dem Kommando der Cornwallis, einem Schiff dritten Ranges, von den East Indies wieder nach Hause zurück. Im September 1816 übernahm Kapitän John Tancock das Kommando Iphigenia in Trincomalee. Im Dezember 1817 segelte sie in Begleitung der Melville zurück nach Großbritannien, deren Überholung in Bombay er überwacht hatte. Zwischen Januar und Juni 1818 wurden in Portsmouth Mängel beseitigt. Kapitän Hyde Parker übernahm das Kommando am 15. März und segelte mit der Iphigenia nach Jamaika. Sie diente auch in Quebec und Stützpunkten im Mittelmeer, bevor sie am 12. Juni 1821 abgemustert wurde.

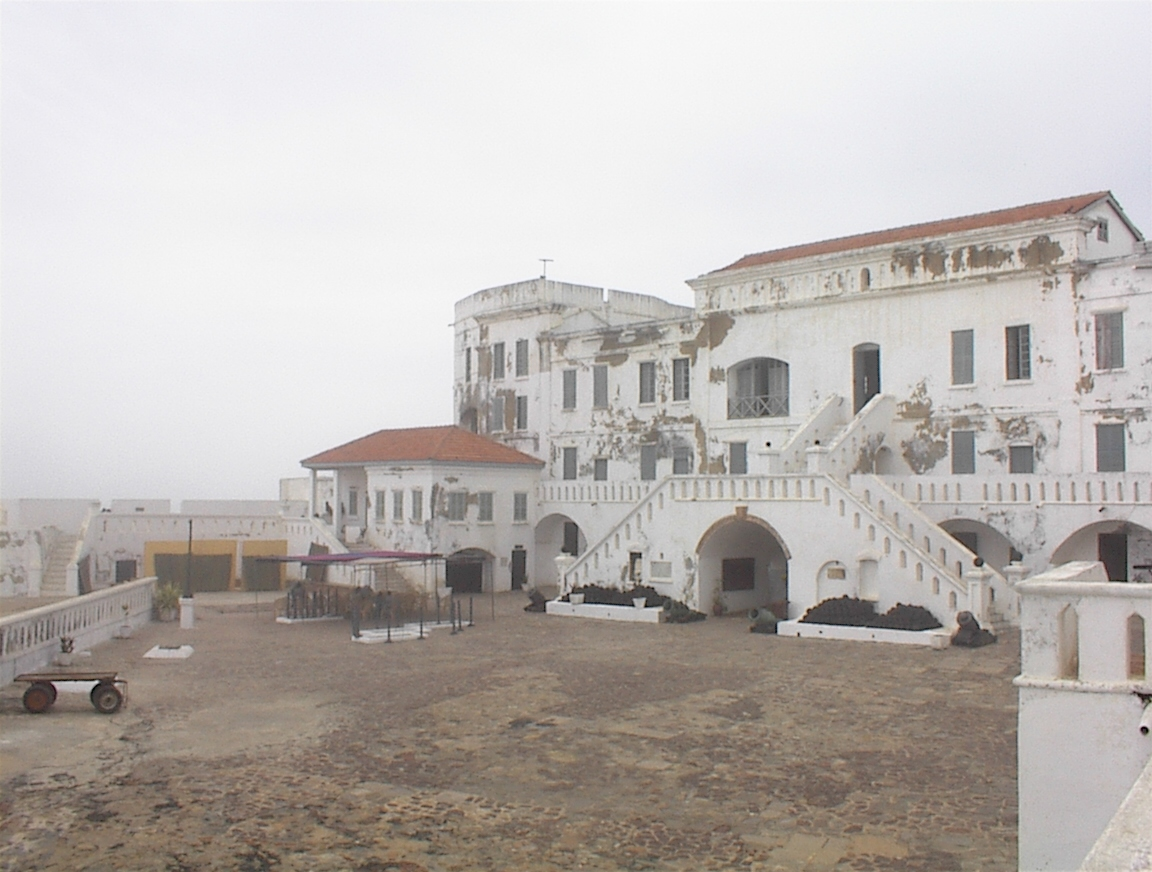
Cape Coast Castle

Im Jahre 1821 kam die Iphigenia unter dem Kommando von Kapitän Sir Robert Mends zum Einsatz. Sie diente dann in der Anti-Sklaven-Patrouille in Afrika mit Mends als Kommodore des Geschwaders. Am 22. März beförderte sie Sir Charles McCarthy, den Gouverneur von Sierra Leone, nach Cape Coast Castle, um das Amt des Gouverneurs der Goldküste zu übernehmen.
Am 15. April eroberten ihre Boote sechs Sklavenschiffe auf dem Bonny River: Vigilante, Petite Betsey, Ursule, die spanische Yeanam, Becaa und die französische Brigantine Utile. Im Juni sank die Yeanam in einem Tornado und forderte das Leben von zwei Offizieren, 16 Männern und 400 Sklaven. Sieben Mitgliedern aus der Crew der Iphigenia gelang es auf den Trümmern der Yeanam zu überleben.
Sie wurde in Woolwich von Dezember 1832 bis Juli 1833 ausgebessert. Von 1833 bis 1848 wurde sie an die Marine Society als Schulschiff verliehen. Im Mai 1851 wurde sie in Deptford abgewrackt.